# PAAMS

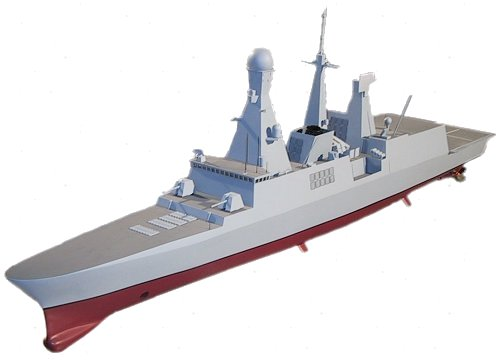
代表的なPAAMS搭載艦であるホライズン計画艦。
前甲板にシルヴァーVLS、艦橋構造物上の塔状構造物にEMPAR多機能レーダーが設置されている。

PAAMS(Principal Anti Air Missle System)は、イギリス、フランス、イタリアが共同で開発した艦隊防空システム。多機能レーダーを中核として、同時多目標交戦能力を高めている。

## 来歴
1980年代、NATO加盟8ヶ国海軍は、NFR-90構想のもとでフリゲートの共同開発を開始した。このフリゲートは区域防空ミサイル・システム（local area missile system, LAMS）を搭載する予定だったが、アメリカ合衆国はセミアクティブ・レーダー・ホーミング（SARH）を要望したのに対し、イタリアとフランスはアクティブ・レーダー・ホーミング（ARH）を志向しており、1987年11月、欧州独自のアスター艦対空ミサイル・システムの開発について合意した。
その他にも各国の要求事項の差異が顕在化し、最終的にNFR-90計画は断念された。その後、イギリスとフランスは独自に次期防空艦の開発を進めていたが、1990年にはこれらは合流し、1993年にはイタリアも参加してホライズン計画が開始された。この計画でも戦闘システムについてはかなりの議論がなされたが、最終的に、アスター艦対空ミサイルが共通装備として採用された。そしてそのための武器システムとして、フランスとイタリアが開発してきたFSAFを基本として開発されたのがPAAMSである。
イギリスは1999年にはホライズン計画より脱退したものの、PAAMSの開発には残留し、8月には、PAAMSのコンソーシアムであるEUROPAAMSとのあいだで、3国で20億ドル強の本格製法開発と初期生産の契約が締結された。このEUROPAAMSは、フランスとイタリアのEUROSAMと、イギリスのUKAMSという2つのコンソーシアムの統合体である。

## 構成
もともと、フランスは1～2海里の距離内で超音速ミサイルや航空機を撃破するエリア・ミサイル防御を求めていた。イタリアの要求事項もほぼ同様だが、早期警戒レーダーも追加された。これらの要求に基づいて開発を進めていたのがSAMP/N（Sol-Air Moyenne Portee/Naval）であった。一方、イギリスはフォークランド紛争や湾岸戦争での戦訓を踏まえて、広範囲に展開した機動部隊のエリア防空を重視して、LAMS（Local Area Missile System）を開発していた。
PAAMSはこれらを一本化したものであったが、特に多機能レーダーの機種選定は難航し、結局、フランス・イタリアとイギリスで異なる機種を使うことになった。またこれによって得た情報を入力する戦術情報処理装置についても意見が対立して、各国で異なるものを使用しており、実質的には、艦対空ミサイル・システムとインターフェースのみを共用化することになった。

### 艦対空ミサイルと垂直発射装置 (VLS)
アスター艦対空ミサイルには、個艦防空および区域防空に用いられるアスター15と、より長射程で広域防空にも運用されるアスター30がある。いずれも、中間航程では慣性航法と艦上多機能レーダーからのアップリンク指令誘導、終末航程ではアクティブ・レーダー・ホーミング誘導を行う。発射機としてはシルヴァーVLSが用いられる。

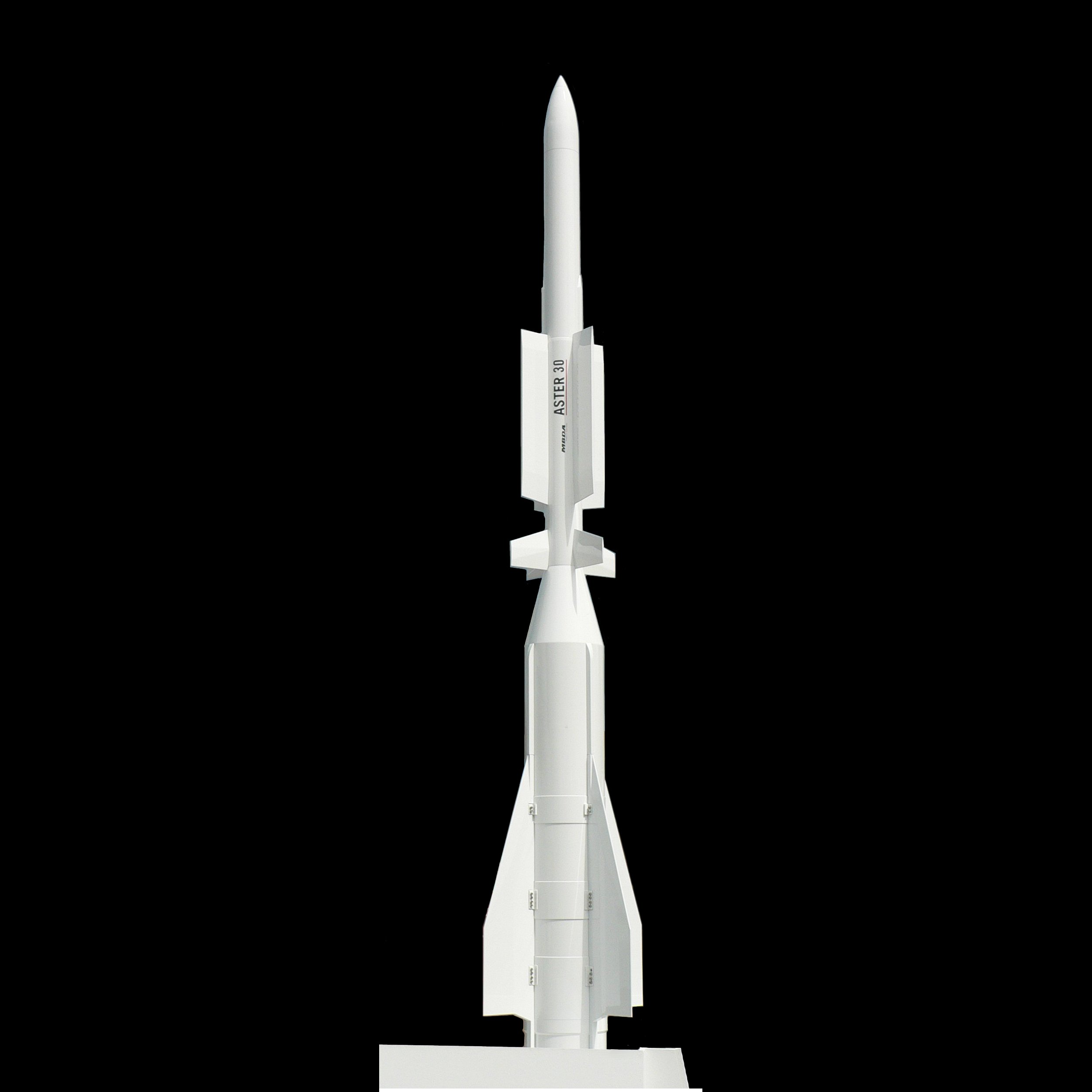
アスター30艦対空ミサイル
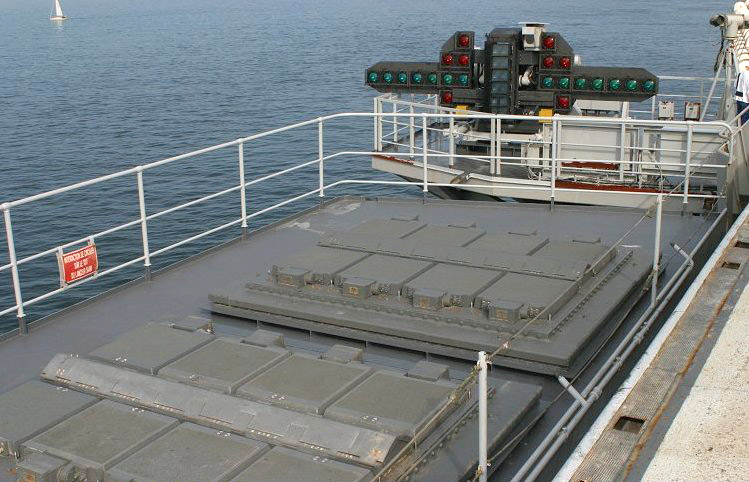
シルヴァーVLS

### 多機能レーダー (MFR)
イギリスがホライズン計画より離脱した原因の主な一つとなったのが、多機能レーダーに対する要求における差異である。これによって、PAAMSには使用する多機能レーダーに対応する2つのヴァージョンが生じた。
1. PAAMS (E) はフランス，イタリアによって運用され、多機能レーダーとしてEMPARを使用する。動作周波数はCバンド、アンテナはパッシブ・フェーズドアレイ（PESA）方式[7]。
2. PAAMS (S) はイギリスによって運用され、多機能レーダーとしてSAMPSONを使用する。動作周波数はSバンド、アンテナはアクティブ・フェーズドアレイ（AESA）方式[7]。

いずれの多機能レーダーも共通のインターフェースを使ってPAAMSに組み込まれる。イージスシステムのAN/SPY-1やNAAWSのAPARなどが四面固定型であるのに対し、PAAMSに組み込まれるEMPAR，SAMPSONはともに回転式である。

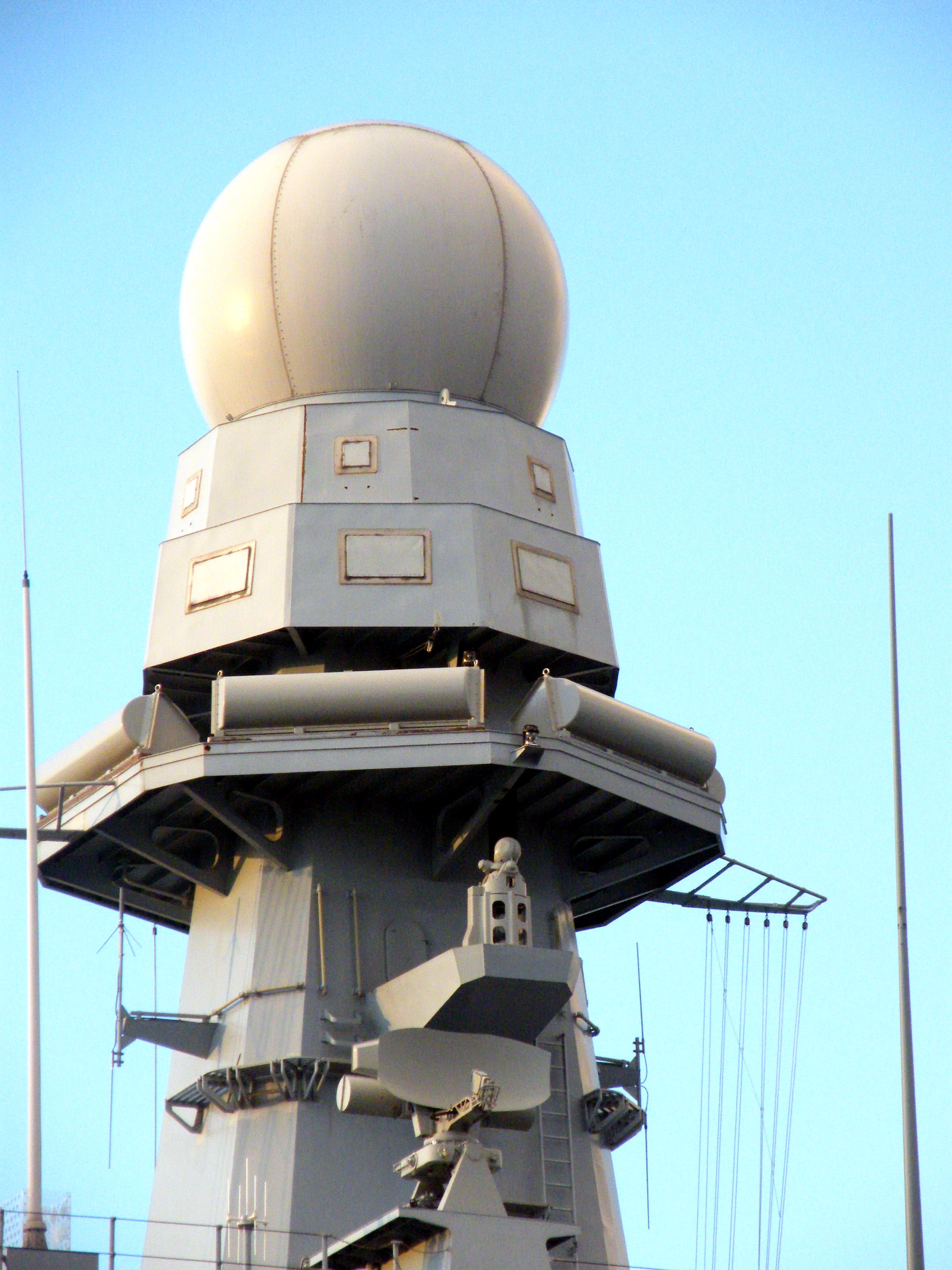
EMPAR
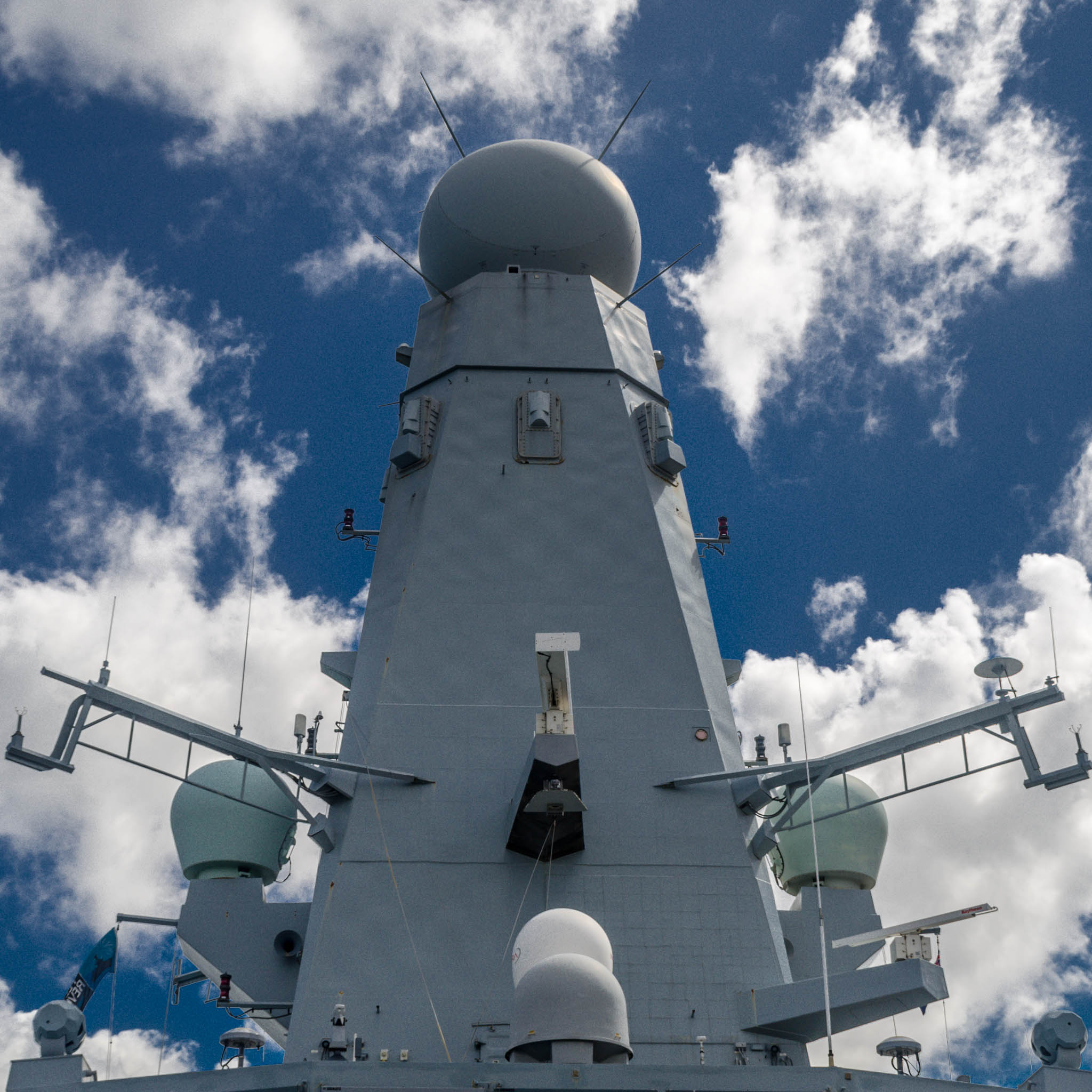
SAMPSON

### 長距離捜索レーダー (LRR)

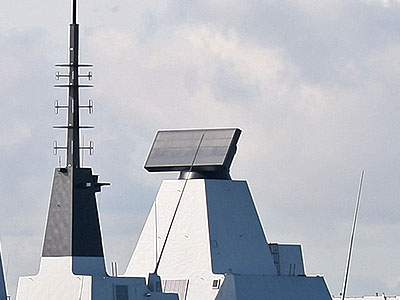
1046型レーダー (S1850M)

現在のPAAMSでは、多機能レーダーの探知距離が比較的短いため、これを補完するためにS1850M長距離捜索レーダーが連接される。これはBAE Systems Insyteおよびタレス社によって開発されたもので、ドイツ・オランダのNAAWSシステム搭載艦がAPAR多機能レーダーを補完するために搭載するSMART-L広域捜索レーダーの派生型である。動作周波数はCバンド、最大探知距離は400キロメートル。

## PAAMS搭載艦

### 採用国と搭載艦
- フランス海軍
  - フォルバン級駆逐艦
- イタリア海軍
  - 軽空母「カヴール」[注 1]
  - アンドレア・ドーリア級駆逐艦
- イギリス海軍
  - 45型駆逐艦

### 搭載艦の諸元表
|          |            | 45型（デアリング級）                       | フォルバン級                               | アンドレア・ドーリア級                     |
| -------- | ---------- | ------------------------------------------ | ------------------------------------------ | ------------------------------------------ |
| 船体     | 満載排水量 | 8,000 t                                    | 7,000 t                                    | 6,700 t                                    |
| 船体     | 全長       | 152.4 m                                    | 153 m                                      | 153 m                                      |
| 船体     | 全幅       | 16.1 m                                     | 20.3 m                                     | 20.3 m                                     |
| 機関     | 方式       | IFEP                                       | CODAG                                      | CODAG                                      |
| 機関     | 出力       | 53,648 shp                                 | 62,560 shp                                 | 62,560 shp                                 |
| 機関     | 速力       | 31.5 kt                                    | 29 kt                                      | 29 kt                                      |
| 兵装     | 砲熕       | 55口径114mm単装砲×1基                      | 62口径76mm単装砲×2基                       | 62口径76mm単装砲×3基                       |
| 兵装     | 砲熕       | 20mmCIWS×2基                               | 90口径20mm単装機銃×2基                     | 87口径25mm単装機銃×2基                     |
| 兵装     | 砲熕       | 75口径30mm単装機銃×2基                     | ―                                          | ―                                          |
| 兵装     | ミサイル   | シルヴァーA50 VLS×48セル （アスター15/30） | シルヴァーA50 VLS×48セル （アスター15/30） | シルヴァーA50 VLS×48セル （アスター15/30） |
| 兵装     | ミサイル   | ハープーン 4連装発射機×2基                 | エグゾセMM40 4連装発射機×2基               | テセオ 4連装発射機×2基                     |
| 兵装     | 水雷       | 後日装備可能                               | 324mm魚雷発射管×2基                        | 324mm魚雷発射管×2基                        |
| レーダー | 多機能型   | SAMPSON×1基                                | EMPAR×1基                                  | EMPAR×1基                                  |
| レーダー | 捜索用     | S1850M×1基                                 | S1850M×1基                                 | S1850M×1基                                 |
| 艦載機   | 艦載機     | リンクスHMA.8 / マーリンHM.1×1機           | NFH90 / AW101×1機                          | NFH90 / AW101×1機                          |
| 同型艦数 | 同型艦数   | 6隻                                        | 2隻                                        | 2隻                                        |

## 実戦
- 2024年1月9日、イエメンのフーシ派が紅海を航行する船舶に対して無人航空機などを使用した攻撃を実施。これに対してイギリスの45型駆逐艦「ダイヤモンド」がシー・ヴァイパー対空ミサイル[注 2]を発射し、無人航空機7機を撃墜した[11]。